# Колосус (линеен кораб, 1910)
„Колосус“ (на английски: HMS Colossus) е британски линеен кораб дредноут от едноименния тип, главен кораб на проекта. През 1916 г. участва в Ютландското сражение, получава две попадения. Разкомплектован за метал през септември 1928 г.

## Общи сведения
„Колосус“ е заложен на 9 април 1910 г. Въведен е в експлоатация през 1911 г. Конструктивно прилича на HMS Neptune (1909), обаче има по-дебела броня. Неговата стойност съставлява 1 672 103 фунта-стерлинги. Влиза в състава на 2-ра ескадра линейни кораби от Флота на метрополията.
През август 1914 г., след началото на Първата световна война, става флагман на 1-ва ескадра. През 1916 г., участва в Ютландското сражение, като се намира под командването на капитан Дъдли Паунд, действайки като флагман на адмирал Ърнест Хонт. В боя „Колосус“ е уцелен на два пъти, рани получават 6 души, обаче самият кораб получава само незначителни повреди. Когато войната наближава своя край, „Колосус“ е отписан и се използва като учебен кораб до 1920 г. Разкомплектован е през 1928 г.

## История на създаването
През 1908 г. до лордовете на британското Адмиралтейство достигат слухове за това, че Германия тайно създава дредноути в опит да надмине по брой тези на Кралския флот. Германия се явява най-опасният противник в морето за Великобритания, и, отчитайки политическите реалности на онова време, загубата на преимуществото в размера на флота може да доведе до печални последствия. Така в британското Адмиралтейство набира популярност идеята за създаване на нов тип кораби в противовес на немските дредноути. Активно поддържа тази идея Първият морски лорд на британското Адмиралтейство – адмирал Фишър. Единственият, който се обявява против построяването на новите кораби, е Уинстън Чърчил, който по това време министър на търговията и промишлеността. Но още през 1909 г. правителството утвърждава строителството на двата съвременни линкора от типа „Колосус“ – HMS Colossus и HMS Hercules. По-късно става ясно, че тези слухове са измислица.

## Конструкция

### Брониране
Броневата защита на този кораб е много по-добра, отколкото на линкорите от предходните три типа, и има голямо сходство с бронята на „Дредноут“. Основният пояс започва от бака и върви до квартердека, има брониране от 279,4 мм. Горният пояс има такова разположение, само че е с дебелина 203,2 мм над машинното отделение и крюйт-камерата и се стеснява до 63,5 мм на бака и до 50,8 мм на кърмата. Горната палуба по цялата си дължина има дебелина 38,1 мм, долната има броня 44 мм.
В кърмата, на долната палуба, където е разположена кула „Х“ дебелината е 76,2 мм и стига до 101,6 мм по краищата на кърмовата част на палубата за допълнителна защита на руля и винтовете. Предната преграда, разположена непосредствено пред кула „А“, е 254 мм в горната си част и се стеснява до 127 мм при долната от палубната броня. След нея – непосредствено зад кула „Y“ е от 203,2 мм, които изтъняват до 101,6 мм.
Челната броня на кулите е с дебелина 279,4 мм, и преминава в 177,8 мм отстрани. Покривът е с дебелина от 101,6 мм. Бронята на барбетите варира от 279,4 мм до 101,6 мм в зависимост от защитата на местоположението на другите елементи от бронята: бронята на съседните барбети, общата странична броня и лежащата отгоре палубна броня. Бойната рубка е защитена от 279,4 мм броня, а комуникационната тръба е с дебелина 127 мм. Общото тегло на бронята на кораба е 5474 тона, от които 1610 тона са за бронирания пояс.

### Енергетична установка и ходови качества
На линкора са поставени парните турбини с високо налягане на Parsons, които управляваят 4 вала, а също и 18 котела производство на Babcock & Wilcox, с работно налягане ~108 кг/м2. Всеки котел се нагрява през отвори от три горелки адмиралтейски тип. Всяка горелка може да потребява 140 кг нефт в час.
Максималната мощност на двигателната установка достига 25 000 к.с. Кораба може да носи в запас едновременно до 2900 тона въглища и 900 тона нефт. При пълно натоварване далечината на плаване съставлява 6680 морски мили (12 370 км) при скорост 10 възела (19 км/ч), или 4050 морски мили (7500 км) при скорост 18,5 възела (34,3 км/ч).
Данните, получени на изпитанията при максимално добрите възможни условия (които като правило не могат да се случат в бойна обстановка), показват, че максималната скорост на кораба може да състави 22,6 възела (41,9 км/ч), максималното време на работа на машините на пълна мощност при скорост 21,5 възела (39,8 км/ч) съставя 8 часа, а при скорост 19,6 възела (36,3 км/ч) и мощност 18 000 к.с. (13 423 кВт) съставя 30 часа.

## Въоръжение

### Главен калибър
Главният калибър са 10 оръдия BL 12-инчови (304,8-мм) Mark XI поставени по две в 5 кули. Кула „А“ се намира на бака, по центъра и има сектор на обстрел 270 градуса. Кули „P“ и „Q“ са поставени на мидъла равноотдалечено от мидъл шпангоута, така че кула „P“ се намира по левия борд и се разполага по-близо към бака, а кула „Q“ е по десния борд и близо към юта. Тези кули имат хоризонтален ъгъл на движение 170 градуса, т.е. −5 градуса от носа и −5 градуса от кърмата. Кулите също така имат ограничен сектор на обстрел „през палубата“, в случай например на излизане от строя на една от тях, обаче обикновено бордовият залп предполага огън само от 4 кули.
Кулите „Х“ и „Y“ са на юта, кула „Y“ е по-близо до кърмата, а кула „X“ е пред нея, по-високо. Те, както и носовата кула „А“, имат сектор на обстрел 270 градуса. Теглото на снаряда е 850 кг, а скорострелността на оръдията съставлява 2 изстрела в минута, обаче отчитайки времето, потребно за падането на снаряда и коректировката на траекторията на изстрела, прицелната стрелба се води с не повече от един изстрел в минута.

### Спомагателна/зенитна артилерия
Вторичното въоръжение се състои от шестнадесет оръдия BL 4-inch (101,6-мм) Mark VII поставени в отделни кули. За да се достигне максимален ефект в тяхната основна роля – защитата против торпедни атаки от страна на по-малки кораби и торпедни катери – десет оръдия се намират в носовата надстройка, така че плътността на огъня да не позволява на противника да се приближи прекалено близко за торпедна атака, като така се увеличава възможността за маневра за отклонение. Останалите шест оръдия са разположени зад носовата надстройка.
През 1917 три от тези оръдия са махнати, вместо тях са добавени 3- и 4-дюймови зенитни оръдия. Три 57-мм оръдия са поставени отгоре на носовата надстройка.

### Минно-торпедно въоръжение
Както и болшинството линкори, „Колосус“ има торпедно въоръжение.
Подводните торпедни апарати 533,4-мм Mark II са разположени вътре в корпуса – два на носа и един в кърмата.
На въоръжение състоят торпедата Hardcastle с максимална скорост 45 възела (83 км/ч) и далечина 6,4 км.

## История на службата

### Въвеждане в експлоатация
„Колосус“ започва изпитания на 28 февруари 1911 г., които продължават до юли на същата година.
На 8 август 1911 г. е въведен във второ подразделение на Флота на метрополията и командирован в Девънпорт. На 1 май 1912 г. това подразделение е преименувано на 2-ра бойна ескадра.
През юли 1912 г. участва в Парламентарния преглед на флота и осъществява учения с Флота на метрополията през октомври и ноември.
През март 1913 г. посещава Шербур с част от флота. През декември е преведен, за да стане част от 1-ва бойна ескадра.
На 29 юли 1914 г. „Колосус“ е изпратен в патрул към Скапа Флоу, във връзка с обявяването на войната на Сърбия от Австро-Унгария и нажежаването на международната обстановка.
По време на Първата световна война той остава в базата Скапа Флоу до 1918 г. с изключение на къс период от 22 октомври до 3 ноември 1914 г., в течение на който се базира в Лох Суили.
През ноември 1915 г. той става флагман на 1-ва бойна ескадра вместо HMS St. Vincent (1908).

### Ютландско сражение
Линкорът участва в единственото голямо сражение – Ютландското – на 31 май 1916 г. В това сражение 1-ва ескадра линкори е разделена на два дивизиона, „Колосус“, с капитан Дъдли Паунд, оглавява 5-и дивизион, намиращ се под командването на контраадмирал Ърнест Хонт и включващо в себе си линкорите HMS Neptune, HMS Collingwood и HMS St. Vincent.
Британският Гранд Флийт приема боен строй, „Колосус“ плава седемнадесети в линията.
В 17:51 е забелязан германският Флот на откритото море.
В 18:30 вражеските кораби са едва в зоната на досегаемост на оръдията му, когато „Колосус“ открива огън по линията на германския флот, но без резултат.
В 19:00 той обстрелва лек крайцер вероятно SMS Wiesbaden от разстояние 9,14 км, скоро след това води огън по разрушителя G42, който поврежда с непряко попадение. Скоро SMS Wiesbaden потъва – той е обстрелван от още няколко кораба.
От 19:00 и до 19:20 той е заедно с HMS Collingwood с 1-ва разузнавателна група, те откриват немските линейни крайцери. Той има няколко попадения по вражеските SMS Derfflinger и SMS Lützow.
В 19:16 „Колосус“ е повреден от тежък артилерийски огън в предната надстройка, но няма сериозни повреди – корабът може напълно да функционира. В резултат на този обстрел са ранени 6 души.

### Следвоенно време
От юни до септември 1917 г. е ремонтиран и преместен от Гранд Флийт в главната база, която е преместена в Розайт през април 1918 г. „Колосус“ присъства при предаването в плен на германския флот на 21 ноември 1918 г.
Когато завършва войната, след разделянето на Гранд Флийт, става флагман на вицеадмирала на резервния флот в Девънпорт. На 30 юни 1921 г. е включен в списъка за утилизация, но решението е преразгледано и той е разоръжен и превърнат в учебен кораб за курсанти. На 23 юли 1923 г. престава да е учебен кораб и се използва като блокшив. Накрая през август 1928 г. е изпратен за утилизация към Чарлстън, област Файф, Шотландия, където пристига на 5 септември.